# Оюланд, Кристийна
Кристийна Оюланд (эст. Kristiina Ojuland; род. 17 декабря 1966, Кохтла-Ярве, Эстонская ССР) — эстонский государственный и политический деятель. Основатель и председатель (2014—2018) Партии народного единства. Депутат Европейского парламента (2009—2014), министр иностранных дел (2002—2005).

## Биография
Родилась 17 декабря 1966 года в городе Кохтла-Ярве.
Канцлер Министерства иностранных дел (1994—2002), депутат Европейского парламента (2009—2019) Индрек Таранд заявил, что Оюланд по национальности русская, её отец родом из России и не являлся гражданином Эстонии, а её настоящая фамилия — Аверьянова. Дед Оюланд русский, жил в Луге Ленинградской области. В интервью газете «Коммерсантъ» Оюланд подтвердила, что у неё есть русские корни.
В 1990 окончила юридический факультет Тартуского университета, получила степень бакалавр права. В 1992 году — Эстонскую школу дипломатии в Таллине. В том же году — специальные программы в Женевском институте международных отношений, в 1993 году — в Венской дипломатической академии.
В июне 2004 года она баллотировалась на пост генерального секретаря Совета Европы, но потерпела поражение, получив 51 из 299 голосов. Она входит в состав эстонской Партия реформ. 11 февраля 2005 года она была освобождена от своих обязанностей в качестве министра иностранных дел Арнольдом Рюйтелем за то, что исчезли 100 секретных документов. Оюланд заявила, что файлы исчезли до того, как она занимала эту должность. Уголовное дело было тогда открыто против бывшего министра Тоомаса Хендрика Ильвеса, нынешнего президента Эстонии, но вскоре дело закрыли. Оказалось что секретными документами были повестки дня Совета Евросоюза.
В мае 2007 года Кристийна Оюланд требовала прекратить трансляцию в Эстонии «ксенофобских выступлений российских телеканалов».
Была замешана в скандале, связанном с выборами в руководство Партии Реформ, и исключена из партии 5 июня 2013 года.
На выборах в Европейский парламент 2014 года Кристийна Оюланд баллотировалась в качестве независимого кандидата и набрала 3024 голосов. Этого количества не хватило для прохождения в парламент.
В январе 2014 года Оюланд объявила о создании новой партии, которая должна была получить название «Единая Эстония» (эст. Ühtne Eesti). В связи с тем, что это название уже являлось зарегистрированной торговой маркой «Театра № 99», партию пришлось переименовать. Партия была зарегистрирована в сентябре 2014 года под названием «Партия народного единства» (эст. Rahva Ühtsuse Erakond). На парламентских выборах 2015 года партия набрала 0,4 % с 2290 голосами и не прошла в Рийгикогу.
В мае 2015 года высказалась за начало общеевропейской кампании по сбору подписей за то, чтобы «ни один так называемый беженец не перебрался через Средиземное море», так как беженцы из Африки по её мнению «несут угрозу белой расе».
3 апреля 2016 года предложила запретить Коран в общественных местах. 29 сентября была выдвинута Партией народного единства в кандидаты на пост Президента Эстонии.

## Карьера
- 2009—2014: член комиссии по иностранным делам Европейского парламента
- 2009—2014: Член Европейского парламента от Партии Реформ (АЛДЕ)
- 2007—2014: заместитель Председателя Совета Европейского Либерально-демократическая и Партия реформ (ELDR), членом Совета ELDR бюро
- 2007—2014: вице-председатель правления Парламентская ассамблея Совета Европы (ПАСЕ) LDR группы
- 2007—2009: Первый вице-спикер Рийгикогу Эстонии
- 2004—2007: председатель Европейского комитета по делам Рийгикогу
- 2002—2005: Министр иностранных дел Эстонии
- 1994—2002: член Рийгикогу (парламент), член Комитета по иностранным делам, председатель правления Эстонской французских парламентских групп дружбы (1996—2002)
- 1996—2002: Руководитель эстонской парламентской делегации в ПАСЕ, вице президент ПАСЕ, член Президиума
- 1999—2002: Руководитель ПАСЕ LDR группы
- 1999—2002: вице-президент Европейской либеральной партии, демократы и Партия реформ (ELDR), членом Совета ELDR бюро
- 1994—1996: директор Эстонской вещательной ассоциации
- 1993—1994: Постоянный представитель Эстонии при Совете Европы
- 1992—1993: Министерство иностранных дел, ответственный за Совет Европы
- 1990—1992: Министерство юстиции, департамент законопроектов

## Награды
- Командор ордена Почётного легиона (Франция)
- Большой крест ордена Инфанта дона Энрики (Португалия)
- Орден Государственного герба 5 класса (Эстония)
- Орден Царицы Тамары (Грузия)[16]